# Natsume Atari
Natsume Atari Co., Ltd. (ナツメアタリ株式会社), anteriormente Natsume Co., Ltd. (ナツメ株式会社), é uma desenvolvedora e publicadora de jogos eletrônicos sediada em Osaka, Japão.
A empresa foi fundada como Natsume Co., Ltd. em 1987. Em 1995, sua subsidiária estadunidense Natsume Inc. se separou e se tornou uma empresa independente, mas o nome "Natsume" foi mantido pelas duas empresas em seu respectivo mercado. Em 2013, a Natsume Co., Ltd. foi renomeada Natsume Atari, depois de uma fusão com a sua subsidiária Atari Inc. (uma empresa de caça-níqueis, que não deve ser confundida com a empresa americana de mesmo nome) naquele ano. Desde 2016, a divisão Tengo Project da Natsume Atari tem desenvolvido recriações de jogos eletrônicos clássicos.

## Divisões
A Natsume Co., Ltd. foi fundada no Japão em 20 de outubro de 1987. Uma subsidiária estadunidense, a Natsume Inc., foi fundada em maio de 1988 e começou a publicar jogos eletrônicos em 1990. Em 1995, a subsidiária se separou da Natsume Co., Ltd. e se tornou uma empresa independente. Apesar da separação, a Natsume Co., Ltd. e a Natsume Inc. continuaram a colaborar em diversos projetos.
Em outubro de 2002, a Natsume Co., Ltd. fundou a empresa de pachinko Atari Inc. em Osaka, especializada em desenvolver caça-níqueis e máquinas de pinball. Em outubro de 2013, a Natsume mudou o seu nome para Natsume Atari.
Uma equipe interna de desenvolvimento, chamada Tengo Project, foi criada em 2008 para a produção de Omega Five. Desde então, o grupo mudou o seu foco para a revitalização de jogos eletrônicos clássicos. Composta por desenvolvedores veteranos, com uma idade média de 54 em 2022, a equipe inclui três membros permanentes: o compositor Hiroyuki Iwatsuki, o projetista Shunichi Taniguchi e o programador Toshiyasu Miyabe. Algumas das recriações da Tengo Project incluem Wild Guns Reloaded, Pocky & Rocky Reshrined e The Ninja Warriors Once Again.